# Biedka

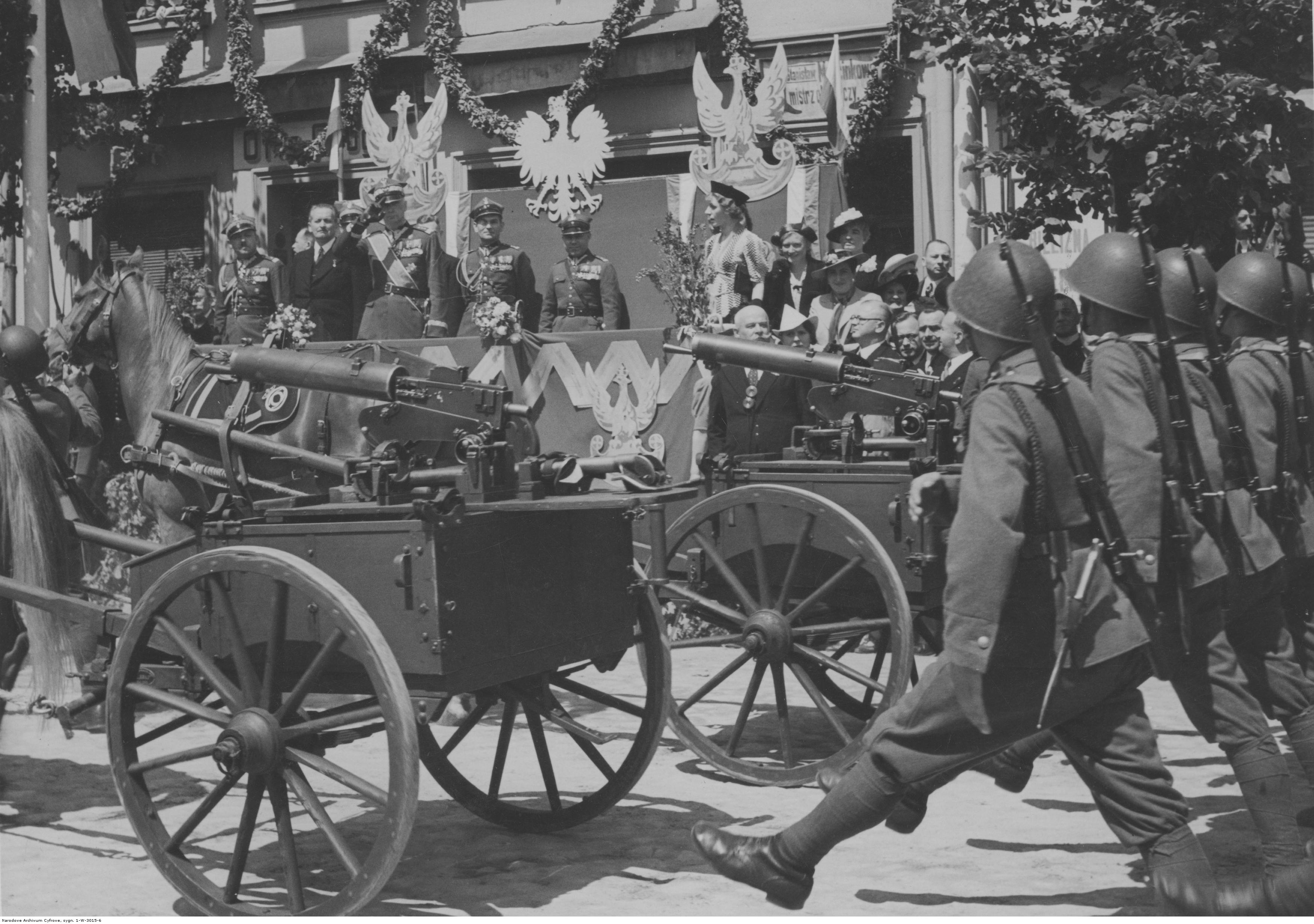
Karabiny maszynowe wz. 30 przewożone na biedkach

Biedka – dwukołowy środek przewozowy pod ręczne, lekkie i ciężkie karabiny maszynowe, lekkie moździerze piechoty, amunicję, sprzęt łączności, saperski, o jednokonnym zaprzęgu. Dzięki swej lekkości i małym rozmiarom była zdolna do posuwania się za piechotą w każdym terenie.
Biedki były powszechnie stosowane w Siłach Zbrojnych II RP.